# Stort liv
Stort liv är en EP med Lars Winnerbäck och Hovet släppt 22 juni 2005.

## Låtlista
1. Stort liv
2. Där elden falnar (men fortfarande glöder)
3. När sommaren kommer
4. Kom hem till mej (Cover på Mikael Wiehe)